# Кульков, Евгений Васильевич
Евгений Васильевич Кульков (14 ноября 1922 — 16 августа 2010) — крупный учёный в области управления действием боеприпасов, доктор технических наук, профессор, заслуженный деятель науки Российской Федерации, с 1977 по 1987 г. — ректор Ленинградского механического института.

## Биография
Родился в 1922 году в Малой Вишере семье служащих. Окончив среднюю школу в 1939 году, поступил в «Военмех» на специальность «боеприпасы». Со второго курса его призвали в армию и направили в Ново-Борисовское военно-инженерное училище, ускоренный курс обучения в котором он закончил уже в Архангельске в июле 1941 года в звании лейтенанта инженерных войск. После окончания выпускники училища эшелоном были направлены до Курска для формирования резервной армии. Командовал ротой 609-го отдельного саперного батальона 323-й стрелковой дивизии Западного фронта. 14 декабря 1941 г. в боях около г. Богородицк Тульской области был тяжело ранен и потерял левую ногу. До июля 1942 года находился в госпиталях, после чего был демобилизован. Работал техником в Заборском леспромхозе Семеновского района в то время Ивановской области.
В 1944 году продолжил обучение в ЛВМИ, находившимся тогда в эвакуации в Молотове. В институте был принят в члены ВКП(б). В 1948 году с отличием окончил институт по специальности «взрыватели» и был направлен в город Куйбышев на завод им. Масленникова, где работал инженером-конструктором. В 1949 г. поступил в очную аспирантуру ЛВМИ на кафедру взрывателей под руководством доктора технических наук, профессора М. Ф. Васильева. За качественное выполнение аспирантского плана ему была назначена стипендия имени Сталина. В 1953 году защитил кандидатскую диссертацию на тему: «Анализ механизмов дальнего взведения с часовыми регуляторами хода» и был оставлен в институте на преподавательской работе сначала ассистентом, а через год — доцентом.
В 1955 году был направлен в Пекинский политехнический институт советником декана факультета боеприпасов и по существу стал его организатором. За два года работы в КНР он познакомился с новой американской трофейной техникой, оказавшейся в Китае после окончания войны на Корейском полуострове. При этом особое внимание уделил сбору материалов по неконтактным взрывателям, которые в это время в СССР только начинали разрабатывать. Подготовил учебное пособие по ним, привёз образцы этих взрывателей, которые были переданы для анализа в наши отраслевые НИИ.
В 1957 г. вернулся в ЛВМИ на кафедру взрывателей (Н5), с 1961 по 1988 год был её заведующим. В результате исследований специальных часовых механизмов защитил докторскую диссертацию, и в 1969 году ему была присуждена учёная степень доктора технических наук, а на следующий год присвоено звание профессора. С 1970 по 1977 г. был деканом факультета систем управления (Н), а с 1977 по 1987 год он был ректором института.
За годы его ректорства был сохранён и укреплен статус «Военмеха» как вуза военно-технического профиля, выпускающего специалистов в интересах оборонной промышленности. Появилась практика стажировки и обучение преподавателей, повышение их квалификации; привлечение в вуз на преподавательскую работу видных учёных и специалистов из промышленности; выполнение НИР в интересах промышленности, установление непосредственных связей кафедр с предприятиями; переподготовка специалистов промышленности на базе института, усилилась профориентационная работа со школами Ленинграда. В «Военмехе» на постоянной основе осуществлялось обучение студентов из Болгарии, в итоге было подготовлено около ста инженеров для болгарской оборонной промышленности. Был сделан большой шаг в развитии материально-технической и социальной базы института — построены учебно-лабораторный корпус, два студенческих общежития, расширена и реконструирована спортивно-оздоровительная база в Лосево, осуществлено оснащение института вычислительной техникой и лабораторным оборудованием.
Успехи ЛМИ под руководством Кулькова были отмечены указом Президиума Верховного Совета СССР 10 июня 1980 г., институт был награждён орденом Ленина за большие заслуги в подготовке высококвалифицированных специалистов для народного хозяйства и развитии науки, а приказом Министерства высшего и среднего специального образования СССР 15 января 1985 г. институту было присвоено имя Маршала Советского Союза Д. Ф. Устинова.
С 1988 года Е. В. Кульков по возрасту отошёл от административной работы и продолжал преподавательскую работу профессором кафедры, а в последние годы — в качестве профессора-консультанта. Автор более 120 научных трудов и 50 изобретений, под его руководством подготовлены и успешно защищены 23 кандидатские и 2 докторские диссертации.
Скончался 16 августа 2010 г., похоронен на Волковском кладбище.

## Награды и звания
- Орден Отечественной войны 1-й степени (06.04.1985)[6]
- Орден Отечественной войны 2-й степени (22.07.1945)
- Орден Трудового Красного Знамени
- Орден Дружбы народов
- Медали, в том числе «За победу над Германией в Великой Отечественной войне 1941—1945 гг.»
- Заслуженный деятель науки Российской Федерации (1996)